# Cordelia (vệ tinh)
Cordelia (/kɔːrˈdiːliə/ kor-DEE-lee-ə) là vệ tinh đã biết trong cùng nhất của Sao Thiên Vương. Nó được phát hiện từ những hình ảnh được Voyager 2 chụp vào ngày 20 tháng 1 năm 1986 và được đặt tên tạm thời là S/1986 U 7. Nó không được phát hiện lại cho đến khi Kính thiên văn vũ trụ Hubble quan sát thấy nó vào năm 1997. Cordelia đặt tên theo tên con gái út của Lear trong Vua Lia của William Shakespeare. Nó cũng được gọi là Uranus VI.
Ngoài các tham số như quỹ đạo, bán kính 20 km và suất phản chiếu hình học 0,08 của nó thì các nhà khoa học hầu như không biết gì về nó. Trong các hình ảnh do Voyager 2 chụp, Cordelia xuất hiện như một vật thể thon dài với trục chính hướng về Sao Thiên Vương. Tỷ lệ các trục của hình cầu thuôn dài của Cordelia là 0,7 ± 0,2.
Cordelia có vai trò như là vệ tinh chăn dắt (shepherd moon) bên trong vành đai ε của Sao Thiên Vương. Quỹ đạo của Cordelia nằm trong bán kính quỹ đạo đồng bộ của Sao Thiên Vương, và do đó đang dần suy giảm do sự giảm tốc thủy triều.
Cordelia rất gần với cộng hưởng quỹ đạo 5:3 với Rosalind.

### Diễn giải ghi chú
1. 1 2 3 4 5 6   Tính toán theo các tham số khác.

### Trích dẫn
1. 1 2 3 4 5  Jacobson, R. A. (1998). "The Orbits of the Inner Uranian Satellites From Hubble Space Telescope and Voyager 2 Observations". The Astronomical Journal. Quyển 115 số 3. tr. 1195–1199. Bibcode:1998AJ....115.1195J. doi:10.1086/300263.
2. 1 2 3 4 5 6 7  Karkoschka, Erich (2001). "Voyager's Eleventh Discovery of a Satellite of Uranus and Photometry and the First Size Measurements of Nine Satellites". Icarus. Quyển 151 số 1. tr. 69–77. Bibcode:2001Icar..151...69K. doi:10.1006/icar.2001.6597.
3. 1 2 3  "Planetary Satellite Physical Parameters". JPL (Solar System Dynamics). ngày 24 tháng 10 năm 2008. Truy cập ngày 12 tháng 12 năm 2008.
4. 1 2  Williams, David R. (ngày 23 tháng 11 năm 2007). "Uranian Satellite Fact Sheet". NASA (National Space Science Data Center). Truy cập ngày 12 tháng 12 năm 2008.
5. 1 2 3  Karkoschka, Erich (2001). "Comprehensive Photometry of the Rings and 16 Satellites of Uranus with the Hubble Space Telescope". Icarus. Quyển 151 số 1. tr. 51–68. Bibcode:2001Icar..151...51K. doi:10.1006/icar.2001.6596.
6. ↑  Smith, B. A. (ngày 27 tháng 1 năm 1986). "Satellites and Rings of Uranus". IAU Circular. Quyển 4168. Truy cập ngày 31 tháng 10 năm 2011.
7. ↑  Showalter, M. R.; Lissauer, J. J. (ngày 3 tháng 9 năm 2003). "Satellites of Uranus". IAU Circular. Quyển 8194. Truy cập ngày 31 tháng 10 năm 2011.
8. ↑  "Planet and Satellite Names and Discoverers". Gazetteer of Planetary Nomenclature. USGS Astrogeology. ngày 21 tháng 7 năm 2006. Truy cập ngày 6 tháng 8 năm 2006.
9. ↑  Esposito, L. W. (2002). "Planetary rings". Reports on Progress in Physics. Quyển 65 số 12. tr. 1741–1783. Bibcode:2002RPPh...65.1741E. doi:10.1088/0034-4885/65/12/201.
10. ↑  Murray, Carl D.; Thompson, Robert P. (ngày 6 tháng 12 năm 1990). "Orbits of shepherd satellites deduced from the structure of the rings of Uranus". Nature. Quyển 348 số 6301. tr. 499–502. Bibcode:1990Natur.348..499M. doi:10.1038/348499a0. ISSN 0028-0836.